# 旧遠山家民俗館

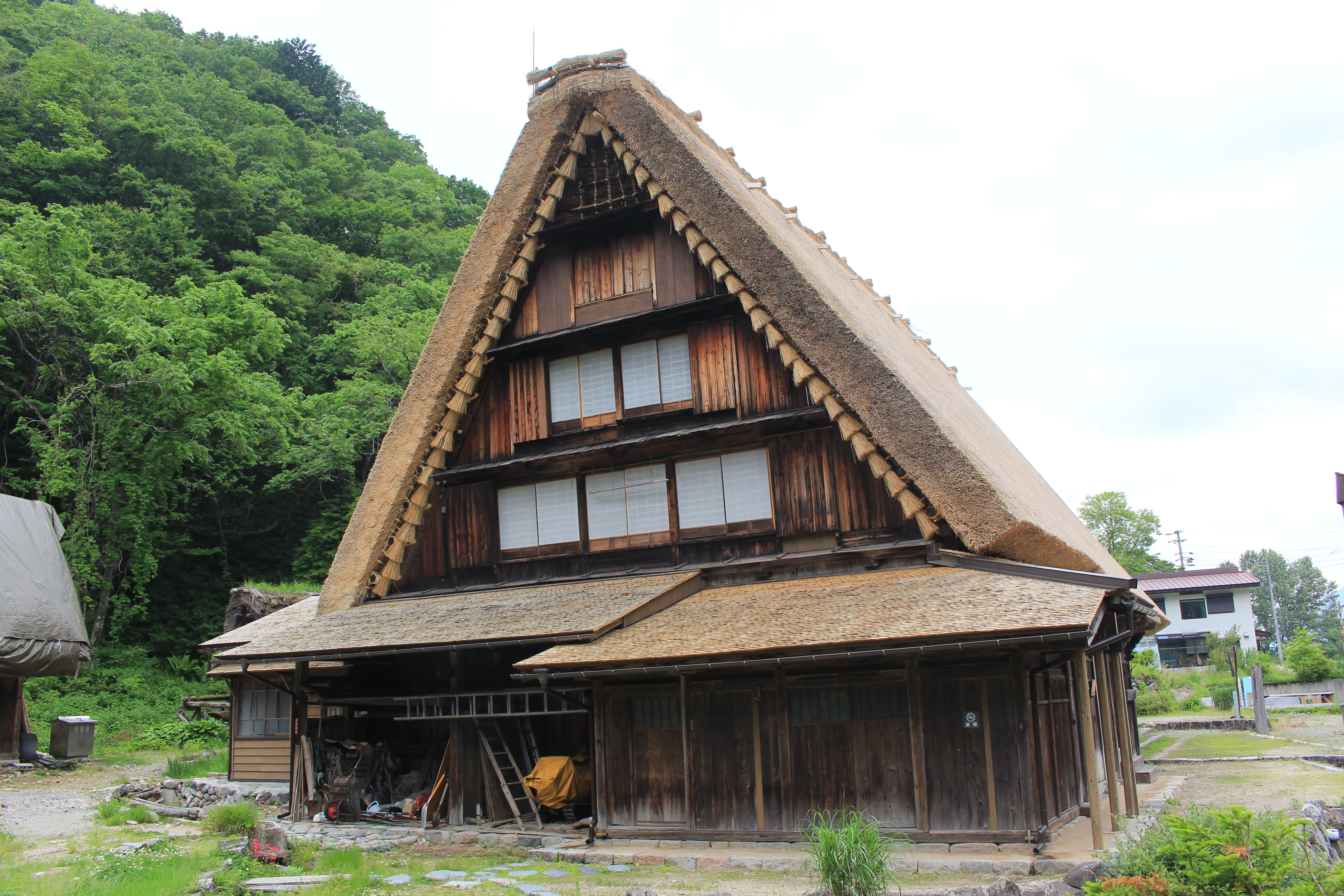
旧遠山家住宅

旧遠山家民俗館（きゅうとおやまけみんぞくかん）は、岐阜県大野郡白川村御母衣（みぼろ）にある資料館。白川村の衣食住に関する資料が保管・展示されている。
建物は合掌造り家屋である「旧・遠山家」であり、国の重要文化財に指定されている。白川村を代表する大型の合掌造り住宅であるが、所在地が白川村御母衣であることから、世界遺産の「白川郷・五箇山の合掌造り集落」には含まれない。

## 概要
建物（主屋）は1827年（文政10年）頃、能登の大工によって建てられ、1854年（嘉永7年）に改築された4階建て合掌造り。1階部分は居住、2階から上で養蚕を行っていた。床下では火薬の原料となる焔硝づくりが明治中期まで行われていた。
建物の大きさは、白川郷・五箇山の合掌造り集落の和田家住宅より大きく、往時には数十人の人が住んでいたという。山がちで土地が狭かったこの地域では、次男三男が分家することが難しく、結果的に長男一家を中心とした大家族となったのである。またこのような理由から、家屋の規模も大型となったという。
この建物は大家族や建物の研究対象となり、かつては柳田國男、ブルーノ・タウトなど数々の著名人が訪れた。一説では、合掌造りを世間に知らしめるきっかけとなったという。
建物の老朽化のため、2014年（平成26年）に休館。屋根の全面葺替えと部分修理、耐震補強工事、建具、畳の新調、及び損傷の激しい箇所（ミンジャ、ヘンチャの便層）の解体が行われ、2016年（平成28年）7月2日に開館。

## 所在地
- 岐阜県大野郡白川村御母衣125

## 利用情報
- 営業時間　10：00～16：00
- 休館日　毎週水曜日（水曜日が祝日の場合は前日の火曜日）　年末年始
- 料金　大人300円　小人150円

## 交通アクセス
- 東海北陸自動車道白川郷インターチェンジから国道156号経由で車で15分
- JR高山本線高山駅下車。高山濃飛バスセンターで濃飛バス白川郷線、牧行きに乗り換えで終点下車、徒歩20分

## 近隣観光名所
- 帰雲城（6.5km）
- MIBOROダムサイドパーク 御母衣電力館・荘川桜記念館（2.0km）